# ジェフ・オクーダ
ジェフリー・チデラ・オクーダ（Jeffrey Chidera Okudah, 1999年2月2日 - ）は、アメリカ合衆国ニュージャージー州パーシパニー出身のプロアメリカンフットボール選手。NFLのミネソタ・バイキングスに所属している。ポジションはコーナーバック。

## 経歴

### カレッジ

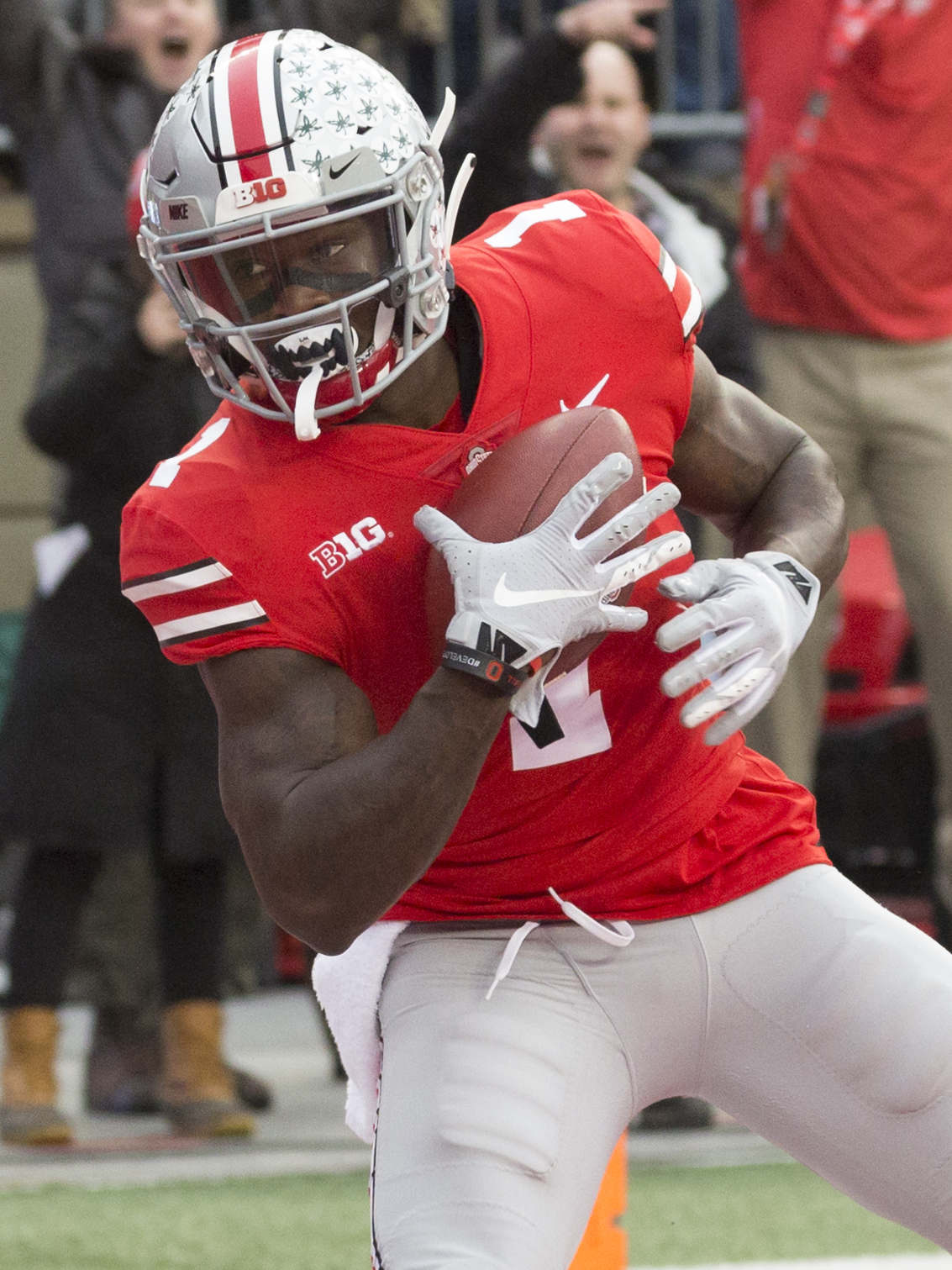
大学時代のオクーダ
(2018年)

オハイオ州立大学に進学し、3年目の2019年シーズンには34タックル、3インターセプトを記録し、オールアメリカンに選出された。このシーズン終了後、2020年のNFLドラフトへアーリーエントリーした。

### デトロイト・ライオンズ
| 6 ft 1+1⁄8 in (186 cm)      | 205 lb (93 kg) | 32+5⁄8 in (83 cm) | 9+1⁄8 in (23 cm) | 4.48 s | 41 in (104 cm) | 11 ft 3 in (3.43 m) | 11 回 |
| All values from NFL Combine |                |                   |                  |        |                |                     |       |

ドラフト全体3位でデトロイト・ライオンズから指名され、2020年7月13日に4年総額3352万ドルのルーキー契約を結んだ。
1年目の2020年シーズンは開幕前のトレーニングキャンプでハムストリングを痛め出遅れた。その後復帰し、第3週のアリゾナ・カージナルス戦でカイラー・マレーからキャリア初のインターセプトを記録した。12月にはコアマッスルを痛めて手術を受けた。
2021年シーズンは開幕戦となった第1週のサンフランシスコ・49ers戦で左足のアキレス腱を断裂し、そのままシーズン終了となった。
2022年シーズン、第10週のシカゴ・ベアーズ戦で大学時代のチームメイトであるジャスティン・フィールズからインターセプトを記録し、そのままキャリア初となるタッチダウンを成功させた。

### アトランタ・ファルコンズ
2023年4月13日に同年のドラフト5巡目指名権とのトレードで、アトランタ・ファルコンズへ移籍した。トレードに伴って契約が調整され、5年目の契約オプションは破棄された。

### ヒューストン・テキサンズ
2024年3月15日、ヒューストン・テキサンズと1年契約を結んだ。同年9月11日、故障者リスト入りし、11月18日にアクティブロースターに昇格した。

### ミネソタ・バイキングス
2025年3月18日、ミネソタ・バイキングスと1年契約を結んだ。

## 詳細情報

### 年度別成績

#### レギュラーシーズン
| シーズン | チーム | 試合 | 試合 | タックル | タックル | タックル | タックル | インターセプト | インターセプト | インターセプト | インターセプト | インターセプト | インターセプト | ファンブル | ファンブル | ファンブル | ファンブル |
| シーズン | チーム | GP   | GS   | Cmb      | Solo     | Ast      | Sck      | PD             | Int            | Yds            | Avg            | Lng            | TD             | FF         | FR         | Yds        | TD         |
| -------- | ------ | ---- | ---- | -------- | -------- | -------- | -------- | -------------- | -------------- | -------------- | -------------- | -------------- | -------------- | ---------- | ---------- | ---------- | ---------- |
| 2020     | DET    | 9    | 6    | 47       | 41       | 6        | 0.0      | 2              | 1              | 36             | 36.0           | 36             | 0              | 0          | 0          | 0          | 0          |
| 2021     | DET    | 1    | 1    | 4        | 3        | 1        | 0.0      | 1              | 0              | 0              | 0.0            | 0              | 0              | 0          | 0          | 0          | 0          |
| 2022     | DET    | 15   | 15   | 73       | 59       | 14       | 0.0      | 7              | 1              | 20             | 20.0           | 20             | 1              | 1          | 0          | 0          | 0          |
| 2023     | ATL    | 13   | 9    | 44       | 34       | 10       | 0.0      | 3              | 0              | 0              | 0.0            | 0              | 0              | 0          | 0          | 0          | 0          |
| 2024     | HOU    | 6    | 0    | 9        | 8        | 1        | 0.0      | 1              | 0              | 0              | 0.0            | 0              | 0              | 0          | 0          | 0          | 0          |
| 通算     | 通算   | 25   | 22   | 124      | 103      | 21       | 0.0      | 10             | 2              | 56             | 28.0           | 36             | 1              | 0          | 0          | 0          | 0          |

- 2024年度シーズン終了時
- 太字は自身最高記録